# 埃德温·P·莫罗
埃德温·波奇·莫罗（英語：Edwin Porch Morrow，1877年11月28日—1935年6月15日），美国政治家，1919至1923年担任第40任肯塔基州州长，也是1907至1927年间唯一一位担任该职务的共和党人。他拥护的政治观点与当时的共和党主流类似，如给予非裔美国人平等权利，支持使用武力来平息暴力冲突等。莫罗出身政治世家，父亲托马斯·Z·莫罗曾是1883年的肯塔基州州长候选人，舅舅威廉·O·布拉德利曾于1895年当选州长，两位长者都是肯塔基州共和党的创始人之一。
莫罗在美西战争期间入伍，但因病而没有参与实战。1902年从辛辛纳提大學法学院毕业后，他回到肯塔基州的列克星敦开始从事法律工作，很快因成功帮助一名黑人摆脱谋杀罪名指控而成名。莫罗于1910年获总统威廉·霍华德·塔夫脱指派为肯塔基东部的联邦地区检察官，到1913年由总统伍德罗·威尔逊提名他人继任时止。1915年莫罗参选州长，但最终以仅471票的微弱劣势不敌自己的好友奥古斯塔斯·奥斯利·斯坦利，这次选举也创下肯塔基州州长选举最小幅差距的新纪录。
1919年，莫罗再度竞选州长，他的对手詹姆斯·D·布莱克曾在上半年因斯坦利辞职就任联邦参议员而继任州长职位。莫罗呼吁选民“纠正1915年的错误”，并以包括女性参政权和平息种族暴力在内的进步主义举措作为竞选纲领。他以具体实例指控民主党执政时存在政治腐败，最终以压倒性优势赢得普选。1920年的立法会议期间，莫罗与共和党人占优势的州议会充分合作，他的大部分议程都获得通过成为法律，其中包括对抗私刑和重组州政府等，这年他还因防止黑人囚犯受到私刑而获得了全国性的声誉。对于那些未能阻止或平息集体暴力事件的地方官员，莫罗会毫不留情地解除他们的职务。到1922年时，民主党人重新控制了肯塔基州议会，莫罗此后的任期成就也相当有限。州长任期结束后，他曾担任过美国铁路劳工委员会和铁路调解委员会成员，但再也没有经选举赢得过公职。1935年6月15日，埃德温·波奇·莫罗因心脏病发在法兰克福逝世，終年57岁。

## 早年生活
埃德温·莫罗于1877年11月28日生于美国肯塔基州的萨默塞特，父母分別叫托马斯·赞金格·莫罗（Thomas Z. Morrow）和弗吉尼娅·凯瑟琳·莫罗（Thomas Zanzinger Moorow），布拉德利则是母亲的娘家姓:152。托马斯和弗吉尼娅共有八个孩子，埃德温和自己的双胞胎兄弟查尔斯（Charles）是其中的幺子:22。埃德温的父亲是肯塔基州共和党的创立者之一，曾是1883年州长选举的候选人。母亲弗吉尼娅是威廉·奥康纳尔·布拉德利的姐姐，后者曾于1895年当选为肯塔基州的首位共和党州长。
埃德温在萨默塞特的公立学校接受早期教育。14岁那年，他进入肯塔基州黎巴嫩附近的圣玛丽学院预科学校:24，1891至1892年都在该校求学:24，然后获位于威廉斯堡的坎伯兰学院（之后更名为坎伯兰大学）录取，并在该校的辩论社团扬名:152。莫罗也喜欢运动，是校美式足球队的中卫和棒球队的左外野手:25。
1898年6月24日，莫罗以二等兵身份入伍肯塔基第四步兵团并参与美西战争:152:376。他先是进驻列克星敦，之后再到阿拉巴马州的安尼斯敦接受训练:27。由于患有伤寒，莫罗从未参与实战，于1899年2月12日以少尉军衔退伍。1900年，他获辛辛那提大学法学院录取，开始秋季学期的学习:27，并于1902年获法学士学位毕业:152。
莫罗在列克星敦开办了律师事务所:152，并凭借为一位被控谋杀，名叫威廉·莫斯比（William Moseby）的黑人辩护而建立起声誉:152。莫斯比的初次受审以陪审团无法达成一致告终，但由于对他不利的证据中包括认罪口供（他之后撤回了这份口供），因此大多数人认为，第二轮审理会将他定罪:30。由于没有律师愿意替莫斯比辩护，因此法官指派当时年轻并且急于找到工作的莫罗担当此任:30。莫罗证明，自己当事人的口供是被迫做出的，因为办案人员称有暴民在监狱门外等着，莫斯比一离开就可能会有危险，但这根本就是凭空捏造:31。莫罗还进一步证明，其他对自己当事人的证据也是有缺陷的:152，莫斯比因此于1902年9月21日获无罪释放:31。
1903年，莫罗返回萨默塞特，并于同年6月18日和凯瑟琳·黑尔·瓦德尔成婚。瓦德尔的父亲曾向莫罗的父亲学习法律，两人的孩子青梅竹马，曾是长时的玩伴、同学，之后又成为彼此的心上人:33。埃德温和凯瑟琳共有两个孩子，长女埃德温娜·哈斯克尔（Edwina Haskell）生于1904年7月，次子查尔斯·罗伯特（Charles Robert）则在1908年11月诞生:34。

## 政治生涯
1904年，莫罗获得任命，开始担任萨默塞特的市检察官，并一直任职到1908年。1910年，总统威廉·霍华德·塔夫脱提名他担任肯塔基东部联邦地区检察官，他从事这一工作一直到1913年总统伍德罗·威尔逊提名另一人选继任时止。

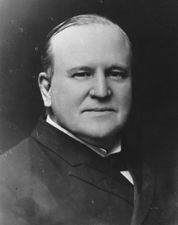
1895年当选肯塔基州州长的威廉·O·布拉德利是莫罗的舅舅。

1895年，莫罗参与了舅舅威廉··布拉德利竞选肯塔基州州长的竞选工作，这也是他初次涉足政坛。1899年，共和党州长候选人威廉·S·泰勒（William S. Taylor）提议让莫罗担任州务卿，以此换取布拉德利的支持，但遭后者拒绝:425。1911年，莫罗的许多朋友都鼓励他参选州长，但他同样没有接受。
1912年，莫罗成为争夺肯塔基州联邦参议员托马斯·佩恩特（Thomas Paynter）席位的共和党候选人:220。佩恩特决定不竞选连任，于是民主党提名了来自克里坦登县的奥利·M·詹姆斯（Ollie M. James）:220。当时的肯塔基州议会以民主党人占绝对优势，并团结起来支持詹姆斯:220，因此在两院的联合表决中，詹姆斯以105票对28票的压倒性优势轻松战胜莫罗:220。由于规定联邦参议员不再由州议会选出，而是通过民众普选产生的联邦宪法第十七条修正案在1913年通过，因此这也成为肯塔基州议会历史上最后一次选出联邦参议员:220。
1915年6月15日，肯塔基州共和党人在列克星敦召开会议，提名莫罗作为该党的州长候选人:153。他在普选中的民主党对手正是自己的好友奥古斯塔斯·奥斯利·斯坦利。莫罗指控上届民主党政府腐败盛行，号召选民支持共和党，因为“你没法用个脏扫帚把房子打扫干净”:285。两位候选人都以进步主义作为竞选纲领，最终斯坦利以仅471票的微弱优势胜出，这也成为肯塔基州历史上州长选举中得票数最小差距的新纪录。莫罗坚持不对选举结果提出质疑，这让他的受欢迎程度得到大幅提升:153。不过，他之所以做出这样的决定也部分是因为根据肯塔基州宪法，受到质疑的选举结果将由州议会裁定，而当时民主党在两院中都占有多数:285-286。

### 肯塔基州州长
莫罗曾是1916、1920和1928年共和党全国大会的与会代表。1919年，他再次成为共和党的州长候选人:153。这次他的对手是前州长詹姆斯··布莱克，曾于1919年5月斯坦利辞职担任联邦参议员时继任州长职务。
莫罗鼓励选民“纠正1915年的错误”:233，他再次以进步主义改革作为竞选纲领，主张为州宪法增加修正案，给予女性选举权，不过对于这一修正案的支持立场不及禁酒修正案那么坚定。莫罗指责斯坦利和布莱克执政时期腐败横行，选举日前几天，他揭露了州控制委员会授予一家不存在公司的合同作为政治腐败的证据。历史学家洛厄尔··哈里森（Lowell H. Harrison）认为，布莱克在这一事件曝光后坚持拒绝罢免该委员会成员很可能注定了他的失败。最终莫罗以超过4万票的优势赢得普选，这也创下肯塔基州共和党候选人在州长选举中的最大幅优势纪录:233。

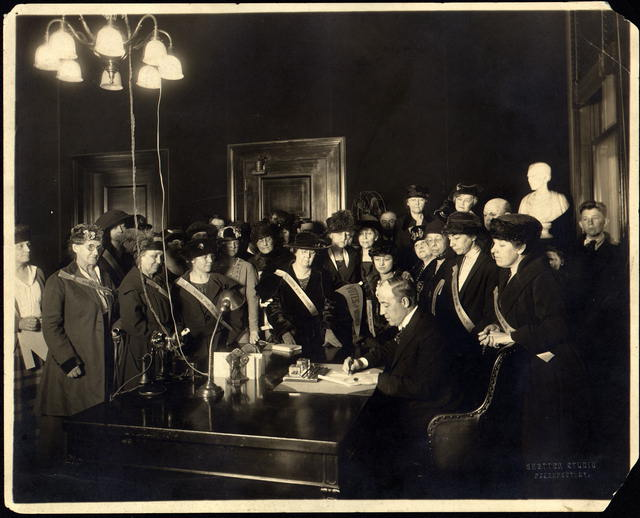
1920年1月6日，莫罗在批准联邦宪法第十九条修正案的法案上签字，周围是肯塔基州平等权利协会的会员。

1920年1月6日，州长莫罗在州议会批准联邦宪法第十九条修正案的法案上签字，肯塔基也至此成为第23个批准该修正案的州，这一幕也由一张照片记录下来，显示他在签字时周围站满了肯塔基州平等权利协会的成员。在1920年的立法会期，共和党在肯塔基州众议院占有多数，而州参议院中虽然占少数，但仅有两票之差。在這一年的会期，莫罗多次说服来自格兰特县的州参议员C·W·伯顿（C. W. Burton）支持共和党的提议:267。这样参议院中就先后多次出现平局，这时共和党副州长特鲁斯顿·巴拉德的决定票就发挥了关键性的作用:267。莫罗因此得以在州政府重组上发挥相当大的影响，其中包括用无党派的慈善和感化委员会取代控制委员会，集中管理道路工程，以及对房产税率加以修订等:56。肯塔基州的教育体系也在他的监督下得到改善，其中包括选择更好的教科书，以及对赛马跑道征税来支付教师的最低工资等:267。莫罗这批改革提案中唯一未获通过的就是让司法机构无党派化的提议。
莫罗敦促强制执行禁止携带隐藏式武器的法律，并对三K党的活动设限。他担任州长的第一年里只批准了100次赦免:61，与前几任州长相比，这一数量都有大幅下滑。例如J·C·W·贝克汉姆担任州长的第一年里共批准了350次赦免，詹姆斯·B·麦克里在第二个州长任期的第一年里也批准了139次，而奥古斯塔斯·O·斯坦利则有257次:61。莫罗还加入了跨种族合作委员会（Commission on Interracial Cooperation），该组织主要旨在消除美国南部存在的种族暴力行径:12。

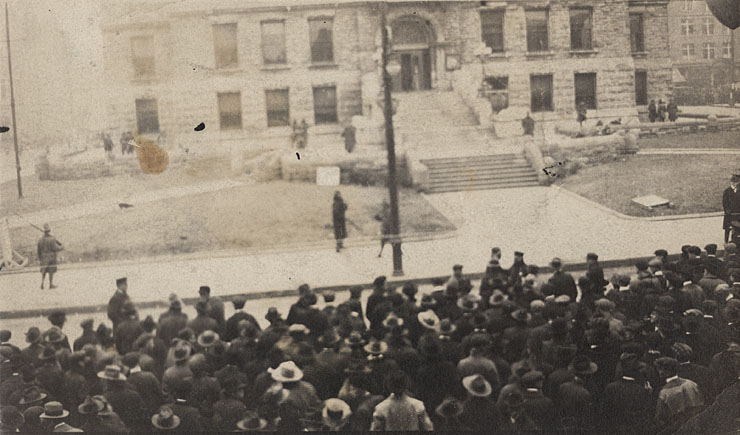
1920年威尔·洛基特受审期间，大群暴民在法庭外聚集。

1920年2月9日，莫罗派遣肯塔基国民警卫队前往列克星敦保护涉嫌谋杀罪名受审的一战退伍黑人老兵威尔·洛基特（Will Lockett）:69。他这样告诉部队的指挥官：“你要尽一切可能让那个黑人由法律处理。要是他落入那些暴徒之手，那我也不期望能看到你活着回来”:195。洛基特已经在没有律师的情况下承认自己犯下了谋杀罪:69，案件审理只用了半个小时，他当庭认罪，请求不要判死刑，而判终身监禁:195。但是，法庭作出的判决仍然是死刑，以电椅执行:195。
洛基特受审时，成千上万的暴民聚集在法庭外:69，一名摄影师请其中的一大群人站到一起，一边大声呼喊，一边挥舞拳头，以便他能拍张照片:351，其他暴民误以为这些人是要强攻法院，于是也冲上前去:351。随之而来的混亂中有一位警察身受重伤，之后不得不截去手臂:196。国民警卫队开了火，导致6人当场死亡，另有约50人受伤:351。一些暴徒洗劫了附近的商铺，打算找到武器加以报复，不过到了午后已有附近的军队赶来支援:70，在当地实行戒严，此后也就没有持续出现进一步的暴力活动:70。一个月后，洛基特在位于埃迪维尔的肯塔基州立监狱被处决:70。
这是美国南部发生的第一起州或地方官员通过武力对私刑犯罪进行压制的案例:69。莫罗收到了来自美国全国有色人种协进会表示赞赏的电报，大部分的全国性媒体都对事件给予正面评价，W·E·B·杜波依斯称这是“第二次列克星敦战役”:196。莫罗之后仍然使用州内兵力平定暴力事件。1922年，他再次派出国民警卫队前往纽波特平息一场暴力性质的罢工。
莫罗还要求地方执法官员在对待私刑暴力的立场上与自己保持一致。1921年，他解除伍德福德县一名狱卒的职务，因为该狱卒对一位黑人囚犯被私刑处死采取了默许的态度。莫罗还悬赏2.5万美元，对愿意提供信息帮助将凶徒绳之于法的人予以奖励:154。凡尔赛的市民对于狱卒被免职，比起对黑人遭私刑处死反应更加愤怒:203。当地拒绝对调查提供协调，罪魁祸首也始终没有被捕或是定罪:203-204，地方官员甚至任命狱卒的妻子继续从事他的工作:204。
1922年8月，一位名叫杰克·伊顿（Jack Eaton）的旅行推销员因涉嫌侵犯多位少女而被捕:204，但由于这些少女的父母拒绝提出起诉，伊顿很快就获得释放:204。之后他落入了暴徒之手，全身有多处刀伤，伤口内还倒进了松脂:204。之后的调查表明，斯科特县警长蓄意令伊顿落入暴徒之手，莫罗因此解除了这位警长的职务:204。虽然伊顿是白人，但黑人还是对警长遭解雇感到非常高兴，他们希望这能够让其他狱卒引以为戒，避免私刑和群体暴力再度发生:204。
莫罗曾有望成为1920年大选的美国副总统候选人，但他考慮過後放棄接受提名，坚持自己不寻求比州长更高职位的竞选承诺。1920年7月27日，他在马萨诸塞州北安普敦发表演说，正式表明卡尔文·柯立芝将竞选副总统。莫罗支持弗兰克·奥伦·劳登（Frank Orren Lowden）参选总统，但最终获得提名的是沃伦·盖玛利尔·哈定，不过莫罗仍然积极地为自己党派的两位人选进行竞选:154-155。
1922年，莫罗在向州议会发表的演说中请求拨款5,000万美元改善州内的公路系统，并废除所有存在性别歧视的法律。他还建议发行大额债券，对改善州内学府、监狱和医院融资:155。但是这一次民主党人已经在州众议院中占据多数，莫罗几乎所有的建议都遭到了否决，对此他也以否决多项民主党法案加以回敬，其中包括70万美元的拨款法案:268。结果1922年立法会议期间通过的法案只有很少的几项，如反私刑法，废止囚犯劳役以及在穆雷和莫尔黑德建立普通学校等:268:351，这两所学校之后分别发展成了穆雷州立大学和莫尔黑德州立大学。1922年立法会议还成立了一个用于管理我的老肯塔基州立公园的委员会，并批准建设杰弗逊·戴维斯纪念碑:268。
莫罗对于洛基特庭审相关事件的处理虽然得到了全国性的赞誉，但历史学家詹姆斯·克洛特（James Klotter）认为，他在所有的肯塔基州州长中只算是一般水平:275。克洛特指出，莫罗的财政保守主义和无法在1922年时对立法部门产生足够影响正是其成就乏善可陈的重要原因，不过他还是称赞莫罗在促进肯塔基州种族平等上所做的努力。由于州宪法的限制，莫罗不能寻求连任，他在任期内获得的成绩也不足以确保共和党党友查尔斯·I·道森（Charles I. Dawson）在1923年的州长选举中获胜:275。

### 晚年事业及逝世
卸任州长后，退休的莫罗返回萨默塞特，成为“共和国守望者”组织的活跃分子，该组织主要致力于消除偏见、提倡宽容。1923至1926年间，他成为美国铁路劳工委员会成员，并在该组织更名为铁路调解委员会后继续任职到1934年，然后辞职竞选肯塔基州第九国会选区的联邦众议员，但在党派初选中就败给了约翰·M·罗布逊（John M. Robsion）:155。
初选落败后，莫罗计划返回列克星敦继续从事法律工作:155。1935年6月15日，正在法兰克福一位表亲家中暂住的埃德温·波奇·莫罗因心脏病发突然辞世，終年57岁:155，身後遺體落葬於法兰克福公墓。

## 扩展阅读
- (PDF). The New York Times Company. 1920-03-20  [2014-04-21]. （原始内容存档于2012-11-10）.
- . . Somerset Community College.   [2007-07-04]. （原始内容存档于2007-07-04）.